# Lorraine Monková
Lorraine Althea Constance Monková (nepřechýleně Monk, rozená Spurrell, 26. května 1922 – 17. prosince 2020) byla kanadská fotografka a výkonná producentka. Spolupracovala s National Film Board of Canada. Mnoho z jejích prací vystavovala v Národní galerii v Kanadě. Pomáhala založit Kanadské muzeum současné fotografie.

## Životopis
Nejprve se stala členkou Řádu Kanady (1973) a později se stala důstojnicí Řádu Kanady (1983). Byla také držitelkou Zlaté medaile královny Alžběty II. (2002) a Řádu Ontaria (2007).
Lorraine Monk zemřela 17. prosince 2020 v Torontu v Ontariu ve věku 98 let.